# پوئرتو باکوریزو مورنو
پوئرتو باکوریزو مورنو (به اسپانیایی: Puerto Baquerizo Moreno) یک منطقهٔ مسکونی در اکوادور است که در استان گالاپاگوس واقع شده‌است. پوئرتو باکوریزو مورنو ۱۰۹٫۶۰ کیلومتر مربع مساحت و ۶٬۶۷۲ نفر جمعیت دارد و ۶ متر بالاتر از سطح دریا واقع شده‌است.

## خواهرخوانده
شهر چپل هیل، کارولینای شمالی خواهرخواندهٔ پوئرتو باکوریزو مورنو هست.